# Нурдмалінг (комуна)
Комуна Нурдмалінг (швед. Nordmalings kommun) — адміністративно-територіальна одиниця місцевого самоврядування, що розташована в лені Вестерботтен у північній Швеції на узбережжі Ботнічної затоки.
Нурдмалінг 87-а за величиною території комуна Швеції. Адміністративний центр комуни — місто Нурдмалінг.

## Населення
Населення становить 7 023 чоловік (станом на вересень 2012 року). 
| Кількість населення комуни Нурдмалінг за 1810-2010 роки | Кількість населення комуни Нурдмалінг за 1810-2010 роки | Кількість населення комуни Нурдмалінг за 1810-2010 роки | Кількість населення комуни Нурдмалінг за 1810-2010 роки | Кількість населення комуни Нурдмалінг за 1810-2010 роки |
| ------------------------------------------------------- | ------------------------------------------------------- | ------------------------------------------------------- | ------------------------------------------------------- | ------------------------------------------------------- |
| Рік                                                     |                                                         |                                                         | Населення                                               |                                                         |
| 1810                                                    | 1810                                                    |                                                         | 2 517                                                   | 2 517                                                   |
| 1850                                                    | 1850                                                    |                                                         | 4 337                                                   | 4 337                                                   |
| 1900                                                    | 1900                                                    |                                                         | 9 726                                                   | 9 726                                                   |
| 1950                                                    | 1950                                                    |                                                         | 10 403                                                  | 10 403                                                  |
| 1970                                                    | 1970                                                    |                                                         | 8 159                                                   | 8 159                                                   |
| 1980                                                    | 1980                                                    |                                                         | 8 124                                                   | 8 124                                                   |
| 1990                                                    | 1990                                                    |                                                         | 8 192                                                   | 8 192                                                   |
| 2000                                                    | 2000                                                    |                                                         | 7 663                                                   | 7 663                                                   |
| 2010                                                    | 2010                                                    |                                                         | 7 098                                                   | 7 098                                                   |
| Джерело: SCB                                            |                                                         |                                                         |                                                         |                                                         |

## Населені пункти
Комуні підпорядковано 3 міські поселення (tätort) та низка сільських, більші з яких:
- Нурдмалінг (Nordmaling)
- Рундвік (Rundvik)
- Леґдео (Lögdeå)
- Ґресмир (Gräsmyr)
- Ниокер (Nyåker)
- Гокнес (Håknäs)
- Норрфорс (Norrfors)
- Браттфорс (Brattfors)
- Аспео (Aspeå)

## Галерея

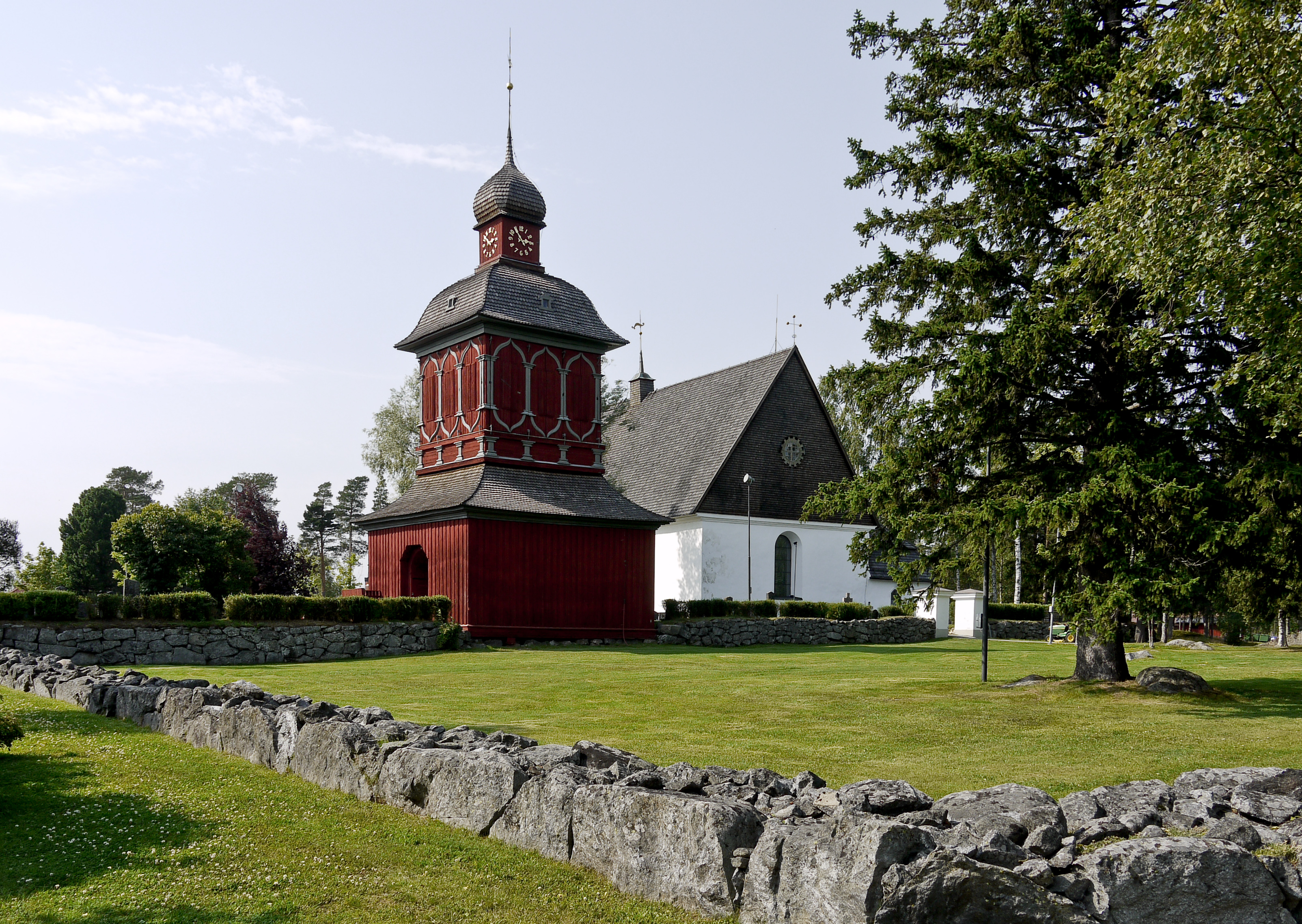
Церква (Нурдмалінг)
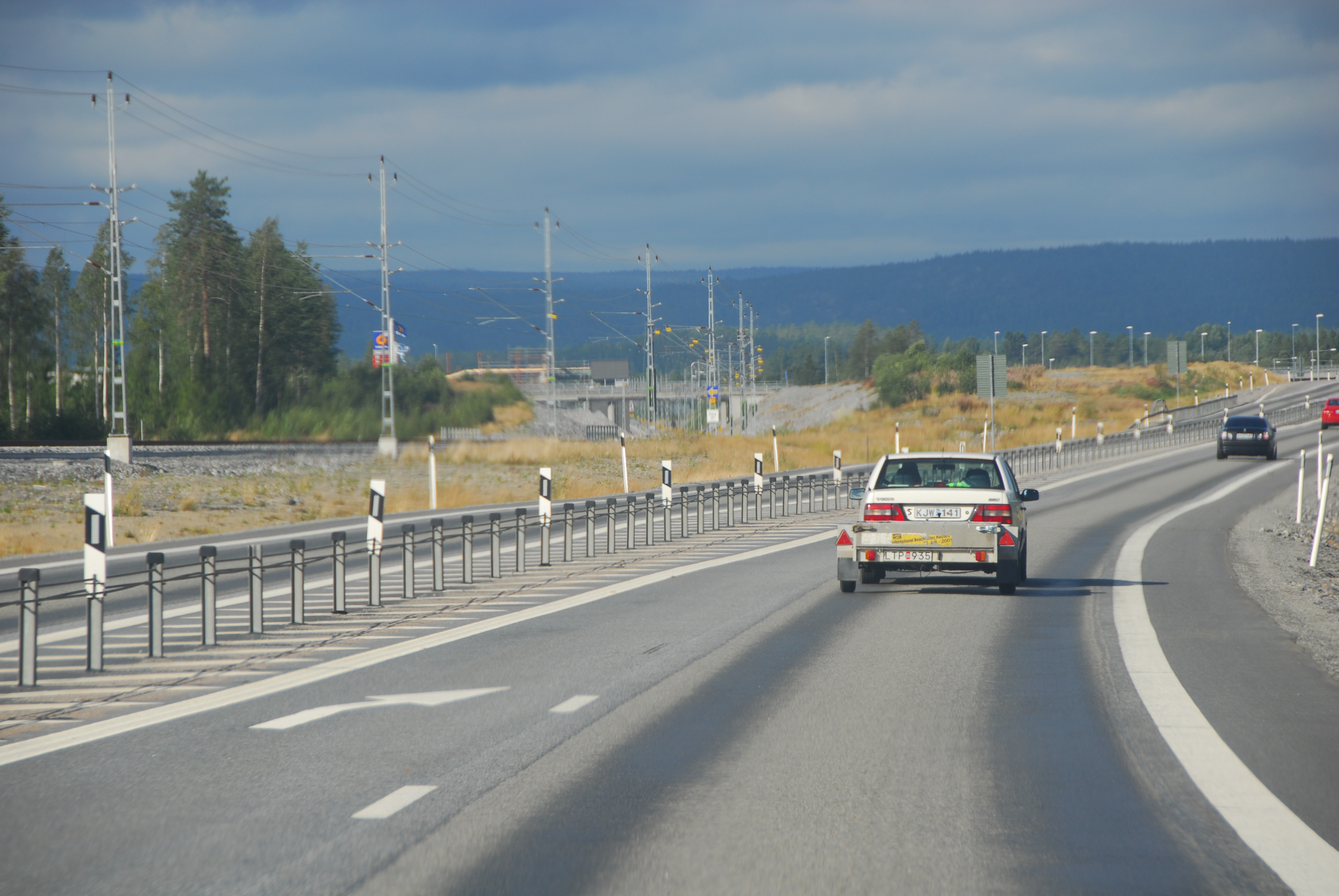
Дорога Е4
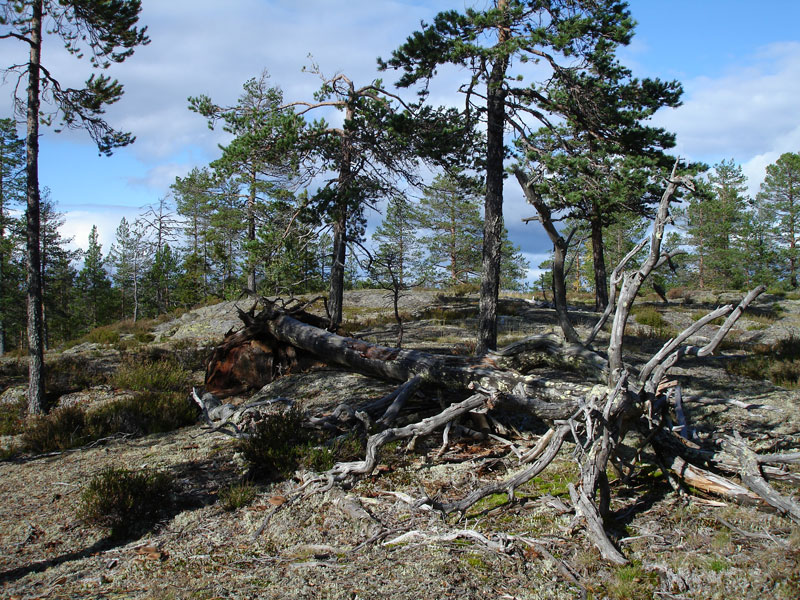
Ґабріельсберґет

## Виноски
1. ↑  Folkmangd i riket, lan och kommuner (шв.) . Центральне бюро статистики Швеції. Архів оригіналу за 20 серпня 2013. Процитовано 12 лютого 2013.